# Stensby-aftalen
Stensby-aftalen (estisk: Stensby leping) er en den 7. juni 1238 indgået aftale i Stensby på Sjælland i Danmark indgået aftale mellem den danske kong Valdemar 2. og Den Liviske Ordensmester Hermann Balke med det formål at afslutte striden siden 1225 mellem danskerne og Den Liviske Ordens forgænger Sværdbroderordenen om tilhørsforholdet af det nordlige og det centrale Estland.

## Baggrund
Under stridighederne om herredømmet i Estland havde Sværdbroderordenen i sommeren 1227 erobret hele den nordlige del af Estland, herunder Tallinn. Ordenen ønskede at lovliggøre sin erobring og fik 1228 som len af Kongen i Rom tildelt Revele, Harjumaa, Järvamaa og Virumaa "for al fremtid". Dermed var spørgsmålet dog ikke endelig afgjort, thi paven ønskede selv direkte at forvalte Maarjamaa (estisk for "Marias land", det vil sige de kristnede områder i Estland).
Nok var Valdemar 2. i slaget ved Bornhöved i Holsten 1227 blevet slået, og han måtte opgive at blande sig i nordtyske forhold og godkende Ejderen som sit riges sydgrænse, men han var langt fra en slagen mand. I begyndelsen af 1230-erne begyndte han gennem paven at kræve sine rettigher i Estland tilbage og spærrede havnen i Lübeck for korstogsfarerne. Samtidig rørte esterne på sig. Og endelig trængte russerne ind i Tartu bispedømme (estisk: Tartu piiskopkond). Alt dette medførte, at paven begyndte at frygte for sin indflydelse. Han lod i 1234 den hidtidige udsending (legat) Alna Balduin udskifte med Wilhelm af Modena.
I 1236 led Sværdbroderordenen et voldsomt nederlag i slaget ved Saule (estisk: Saule lahing). Ordenen havde haft store problemer med at hverve nye medlemmer, havde endda mistet medlemmer, og nederlaget truede ordenens eksistens. Året efter nederlaget, 1237, blev Sværdbroderordenen forenet med Den Tyske Orden. Foreningen truede med at inddrage Den Tyske Orden i krigen med den danske konge, hvilket man ikke ønskede. Den Tyske Orden påtvang derfor som betingelse for en forening forhandlinger, der – trods modvilje fra Sværdbroderordenens medlemmers side – førte til indgåelsen af en freds- og delingsaftale i Stensby på Sjælland mellem Den tyske Ordens landemester Herman Balke og Modema Wilhelm på Den Tyske Ordens vegne, Valdemar 2. på den danske krones vegne.

## Indhold
I henhold til aftalen skulle Den Liviske Orden tilbagegive Tallinn, Revala, Harju og Virumaa (i alt omkring 12.000 km²) til den danske konge. Järva skulle Ordenen beholde, men den måtte ikke uden den danske konges tilladelse lade opføre fæstninger i området. I gejstlig henseende dannedes af de til danskerne tilbagegivne områder Tallinn bispedømme (estisk: Tallinna piiskopkond), som hørte under ærkebispen i Lund.
Den Liviske Orden sikrede sig områderne Sakala, Mõhu, Nurmekund og dele af Vaiga (omkring 16.000 km²), mens Ugandi og resten af Vaiga forblev under Tartu bispedømme (omkring 9.600 km²); det meste af Läänemaa og øerne hørte under Øsel-Wiek bispedømme (estisk: Saare-Lääne piiskopkond).
Som et kompromis blev kun de nordlige dele af Estland tilbagegivet til den danske krone, mens de uddelte len forblev i hænde på Den Liviske Ordens vasaller, og denne ordning forblev i kraft så længe, danskerne havde herredømmet i Estland (det vil sige til salget i 1346).
Ved Stensby-aftalen aftaltes ligeledes at danne et forbund med henblik på at erobre hedningenes lande, og heraf skulle Den Liviske Orden tildeles en tredjedel, den danske konge to tredjedele.